# Convección forzada y natural combinada
La convección forzada y convección natural combinada, o convección mixta, ocurre cuando la convección natural y los mecanismos de convección forzada actúan juntos para transferir calor. Esto también se define como situaciones donde interactúan tanto las fuerzas de presión como las fuerzas de flotación. La contribución de cada forma de convección a la transferencia de calor depende en gran medida del flujo, la temperatura, la geometría y la orientación. La naturaleza del fluido también influye, ya que el número de Grashof aumenta en un fluido a medida que aumenta la temperatura, pero se maximiza en algún momento para un gas.

## Caracterización
Los problemas de convección mixta se caracterizan por el número de Grashof (para la convección natural) y el número de Reynolds (para la convección forzada). El efecto relativo de la flotabilidad en la convección mixta se puede expresar a través del número de Richardson: 
{\displaystyle \mathrm {Ri} ={\frac {\mathrm {Gr} }{\mathrm {Re} ^{2}}}}
Las escalas de longitud respectivas para cada número adimensional deben elegirse según el problema, por ejemplo, una longitud vertical para el número de Grashof y una escala horizontal para el número de Reynolds. Bajos números de Richardson caracterizan un flujo dominado por convección forzada. Números de Richardson más altos que {\displaystyle \mathrm {Ri} \approx 16} indican que el problema del flujo es pura convección natural y que la influencia de la convección forzada puede descuidarse.
Al igual que para la convección natural, la naturaleza de un flujo de convección mixto depende en gran medida de la transferencia de calor (ya que la flotabilidad es uno de los mecanismos impulsores) y los efectos de turbulencia juegan un papel importante.

## Casos
Debido a la amplia gama de variables, se han publicado cientos de artículos para experimentos que involucran varios tipos de fluidos y geometrías. Esta variedad dificulta la obtención de una correlación integral, y cuando lo es, generalmente es para casos muy limitados. Sin embargo, la convección forzada y natural combinada se puede describir generalmente de una de tres maneras. 

### Convección mixta bidimensional con flujo auxiliar
El primer caso es cuando la convección natural ayuda a la convección forzada. Esto se ve cuando el movimiento flotante está en la misma dirección que el movimiento forzado, acelerando así la capa límite y mejorando la transferencia de calor. Sin embargo, la transición a la turbulencia puede retrasarse. Un ejemplo de esto sería un ventilador que sopla hacia arriba en un plato caliente. Como el calor aumenta naturalmente, el aire que se fuerza hacia arriba sobre la placa aumenta la transferencia de calor. 

### Convección mixta bidimensional con flujo opuesto
El segundo caso es cuando la convección natural actúa de manera opuesta a la convección forzada. Considere un ventilador que fuerza el aire hacia arriba sobre una placa fría. En este caso, la fuerza de flotación del aire frío hace que caiga naturalmente, pero el aire que se fuerza hacia arriba se opone a este movimiento natural. Dependiendo del número de Richardson, la capa límite en la placa fría exhibe una velocidad menor que la corriente libre, o incluso acelera en la dirección opuesta. Por lo tanto, este segundo caso de convección mixta experimenta un fuerte cizallamiento en la capa límite y pasa rápidamente a un estado de flujo turbulento. 

### Convección mixta tridimensional
El tercer caso se conoce como convección mixta tridimensional. Este flujo ocurre cuando el movimiento flotante actúa perpendicular al movimiento forzado. Un ejemplo de este caso es una placa plana vertical caliente con un flujo horizontal, por ejemplo, la superficie de un receptor central solar térmico. Mientras la corriente libre continúa su movimiento a lo largo de la dirección impuesta, la capa límite en la placa se acelera en la dirección ascendente. En este caso de flujo, la flotabilidad juega un papel importante en la transición laminar-turbulenta, mientras que la velocidad impuesta puede suprimir la turbulencia (laminarización)

## Cálculo de la transferencia de calor total
Simplemente sumar o restar los coeficientes de transferencia de calor para la convección forzada y natural dará resultados inexactos para la convección mixta. Además, como la influencia de la flotabilidad en la transferencia de calor a veces incluso excede la influencia de la corriente libre, la convección mixta no debe tratarse como convección forzada pura. En consecuencia, se requieren correlaciones específicas del problema. Los datos experimentales han sugerido que 
{\displaystyle \mathrm {Nu} =(\mathrm {Nu} _{\mathrm {forzada} }^{n}+\mathrm {Nu} _{\mathrm {natural} }^{n})^{1/n}}
puede describir la transferencia de calor promediada por área.

## Aplicaciones
La convección forzada y natural combinada a menudo se ve en dispositivos de salida de muy alta potencia donde la convección forzada no es suficiente para disipar todo el calor necesario. En este punto, combinar la convección natural con la convección forzada a menudo proporcionará los resultados deseados. Ejemplos de estos procesos son la tecnología de reactores nucleares y algunos aspectos del enfriamiento electrónico.